# Coffee Tycoon
Coffee Tycoon er et computerspil udviklet Jamopolis Interactive, og udgivet i 2005.
I Coffee Tycoon skal man opbygge et "kaffeimperium" og udkonkurrere sine konkurrenter. Spillerens opgave er at administrere fordelingen af ansatte, samt bestemme hvilke tilføjelser der skal til menukortet, og hvilket nyt udstyr der skal købes til butikkerne.
| computerspil | Spire Denne computerspilsrelaterede artikel er en spire som bør udbygges. Du er velkommen til at hjælpe Wikipedia ved at udvide den. |